# Eva Mitrová
Eva Mitrová (* 5. července 1937 Košice) je slovenská lékařska, vysokoškolská pedagožka, diplomatka a politička, po sametové revoluci československá poslankyně Sněmovny lidu Federálního shromáždění za HZDS.

## Biografie
V roce 1955 absolvovala střední školu v Bratislavě a v letech 1955-1961 vystudovala Lékařskou fakultu Univerzity Komenského v Košicích. Pak působila na Lékařské fakultě Univerzity Komenského v Bratislavě. V letech 1962-1978 zde pracovala na katedře histologie a embryologie. V letech 1969-1970 byla na studijním pobytu v Dánsku, později ve Francii, Maďarsku, Polsku, Německu a USA. V období let 1978-1992 byla vedoucí vědeckou pracovnicí ve Výzkumném ústavu preventivního lékařství. Je autorkou přes sto odborných publikací, spoluautorkou pěti odborných monografií a dvou encyklopedií.
Ve volbách roku 1992 byla za HZDS zvolena do Sněmovny lidu. Ve Federálním shromáždění setrvala do zániku Československa v prosinci 1992. 12. ledna 1993 ji vláda Slovenské republiky pověřila výkonem funkce mimořádné a zplnomocněné velvyslankyně Slovenska při Radě Evropy v Štrasburku.[nedostupný zdroj] Pak byla zvažována jako možná ministryně zahraničních věcí SR (poté, co tento post opustil Milan Kňažko). Nakonec ale přednost dostal Jozef Moravčík. V roce 1995 se uvádí jako velvyslankyně Slovenska v Maďarsku. Na velvyslaneckém postu setrvala do roku 1998, kdy ji vláda odvolala. V roce 1998 jí byl udělen Řád Andreje Hlinky. Téhož roku se uváděla jako jedna z kandidátek HZDS do opakované volby prezidenta Slovenské republiky.
V roce 2001 se profesně uvádí jako vědecká pracovnice.[chybí lepší zdroj] V roce 2006 působila na Slovenské zdravotnické univerzitě v Bratislavě, v Národním referenčním centru pro prionové choroby a pomalé virové infekce.